# 호안국
호안국(胡安國, 1074년 ~ 1138년)은 북송 후기 ~ 남송 전기의 역사가·유학자이자 관료로, 자는 강후(康候)이며 건녕부 숭안현(崇安縣) 사람이다.

## 생애
송 철종 소성 4년(1097년) 진사가 되었고, 태학박사 등을 역임하였다. 송 고종 연간에는 중서사인에 임명되고 시강관(侍講官)을 겸임하였다. 시호는 문정(文定)이다.

## 가계
- 아버지 : 호연(胡淵)
  - 본인 : 호안국
    - 1남 : 호인(胡寅)
    - 2남 : 호녕(胡寧)
    - 3남 : 호굉(胡宏)
    - 딸 : 호신(胡申) - 적공랑(迪功郞) 상침(向沈)에게 시집갔다.

## 저서
- 『춘추호씨전(春秋胡氏傳)』 30권
- 『자치통감거요보유(資治通鑑擧要補遺)』 100권